# 米重克洋
米重 克洋（よねしげ かつひろ、1988年8月20日 - ）は、日本の実業家。JX通信社代表取締役。

## 経歴
山口県山陽小野田市生まれ。検察官の父の転勤に伴い、広島大学附属東雲小学校、福岡教育大学附属福岡小学校など計4校の小学校に通った。
聖光学院中学校・高等学校時代に同級生に影響されて航空業界に興味を抱き、『月刊エアライン』を愛読、当時の日本航空の社長が「日本にLCCは馴染まない」と発言したのに触発されて航空会社設立の野望を抱き、航空情報サイトを立ち上げる（本人曰く、JX通信社も航空業界参入の野望に向けた一つのステップだと述べている）。
学習院大学経済学部に入学後、19歳でJX通信社を創業。「報道の機械化」を掲げ、インターネットやSNSの発展により報道機関のコスト負担が増大していることに着目し、AIにより情報を自動収集し報道機関に速報で提供するサービス「FASTALERT」や完全機械化で調査頻度を上げながらコストダウンに繋げられる世論調査システムなどを手がける。

## 人物
- 2022年9月、スピーチライターで株式会社カエカ代表取締役の千葉佳織と結婚した事を公表した[1]。